# Höskuldur Gunnlaugsson
Höskuldur Gunnlaugsson (Reikiavik, 26 de septiembre de 1994) es un futbolista islandés que juega en la demarcación de centrocampista para el Breiðablik UBK de la Úrvalsdeild Karla.

## Selección nacional
Tras jugar con la selección de fútbol sub-21 de Islandia finalmente debutó con la selección absoluta el 15 de enero de 2020. Lo hizo en un partido amistoso contra Canadá que finalizó con un resultado de 0-1 a favor del combinado islandés tras un gol de Hólmar Eyjólfsson.

## Clubes
| Club                         | País     | Año       | Partidos | Goles |
| ---------------------------- | -------- | --------- | -------- | ----- |
| Breiðablik UBK               | Islandia | 2011      | 2        | 0     |
| Augnablik Kópavogur (cedido) | Islandia | 2012-2013 | 13       | 10    |
| Breiðablik UBK               | Islandia | 2014-2017 | 71       | 12    |
| Halmstads BK                 | Suecia   | 2017-2019 | 43       | 7     |
| Breiðablik UBK               | Islandia | 2019-     | 144      | 41    |